# 豊響隆太

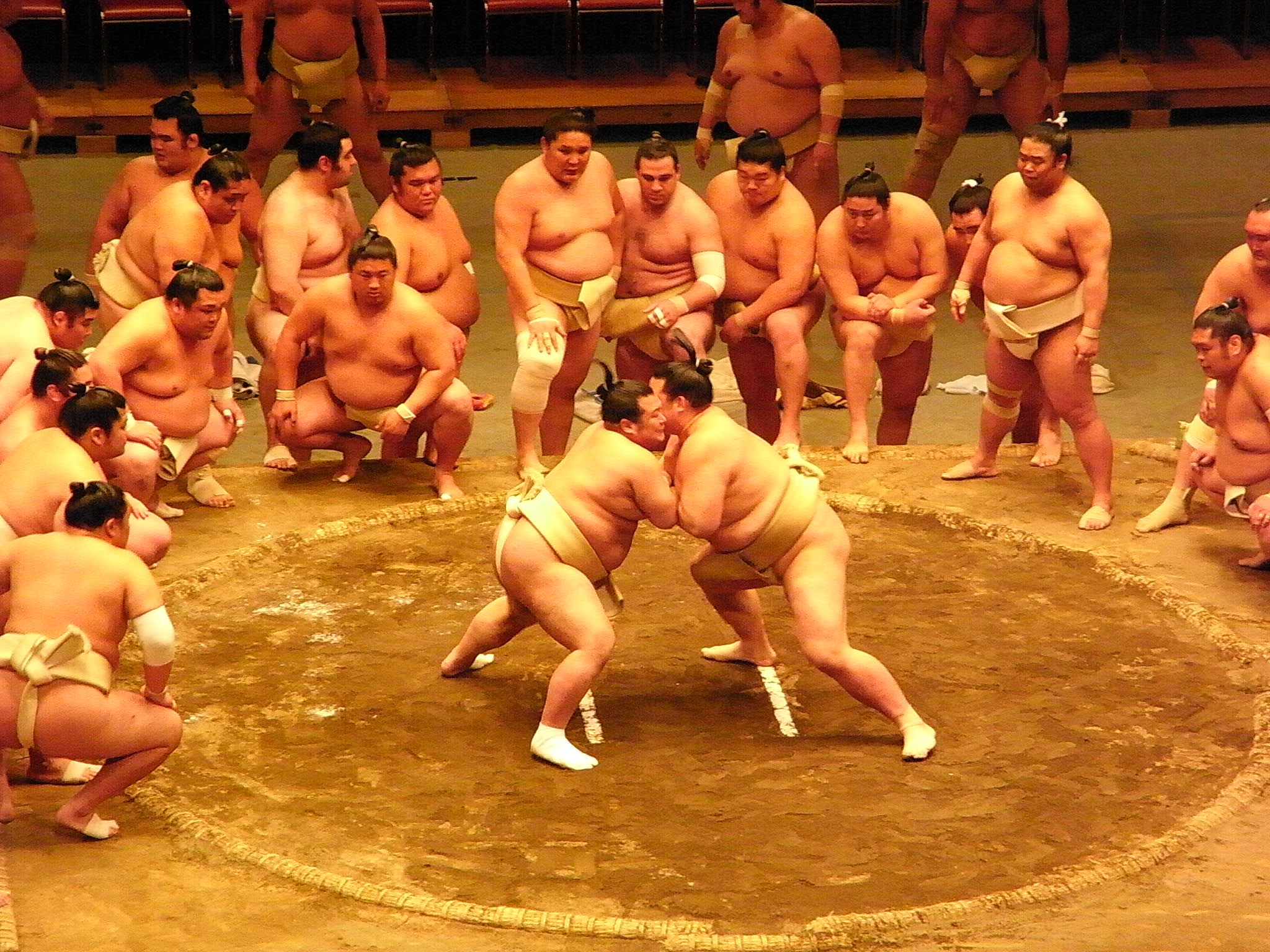
横綱審議委員会稽古総見での豊響関（2009年4月29日撮影）

豊響 隆太（とよひびき りゅうた、1984年11月16日 - ）は、山口県豊浦郡豊浦町（現：下関市、出生地は大阪府大阪市）出身で境川部屋に所属した元大相撲力士。本名は門元 隆太（かどもと りゅうた）、愛称は平成の猛牛。身長185cm、体重185kg、血液型はB型。得意手は突き、押し。趣味は昼寝。最高位は東前頭2枚目（2008年11月場所）。現在は年寄・山科。

## 来歴
幼少期に両親が離婚し、母は門元少年を含めた3人の子供を女手一つで育てた。小学校2年生の時に豊浦町に移り、地元のスポーツ少年団加入がきっかけで相撲を始めた。そのときの先輩・チームメイトに豊真将がいる。門元少年の中学進学のときに山本少年（豊真将）は関東の高校に進学したためふるさとを離れたが、門元少年はその後も豊浦町に残った。
高校時代は山口県立響高等学校で活躍した。高校在学中に境川親方が家にやって来て勧誘を受けたが「親方にお世話になったら」と声をかけた母に対して「だったらお前が行けよ」とぞんざいな口を聞く門元を見た境川は「親に向かってそんな口をたたく奴はこっちからごめんだ」と切り捨て、一旦境川部屋への入門は破談となった。当時1人でも多くの関取候補が欲しかった小所帯を切り盛りしていた境川親方であったが、信念に従って門元の入門を拒否したのであった。卒業後、大相撲は厳しいからと就職する道を選び、造船所アルバイト、トラック運転手などの仕事をして相撲から離れていたが、第59回国民体育大会で個人16強の成績を収め相撲への意欲が再燃、兄の助言もあって境川部屋に入門。その際に自ら境川へ入門を志願し、前述の母親に対するぞんざいな振る舞いを詫びたといい、境川は「命を懸けて来い」と受け入れた。母親への態度の件で自分を叱ってくれた境川に男気を感じて入門を決めたという話もある。2005年（平成17年）1月場所で初土俵を踏んだ。一時は同じ部屋の高校横綱・豪栄道（同期入門）らとともに、期待されている若手の一人であった。2007年の初場所に豊響に改名。「豊」は出身地の下関市豊浦町と母親の名前「豊美」の「豊」、「響」は出身校の響高校の「響」に由来する。
下位時代は兄弟子の岩木山、寶智山に胸を出してもらって毎日泥だらけになり、関取になるまでに稽古場で3回から4回泣いた。2006年（平成18年）11月場所では西幕下3枚目の地位で4勝3敗と勝ち越し2007年（平成19年）1月場所の新十両を決め、入門からわずか2年で関取に昇進した。この場所で10勝5敗、十両上位の栃煌山、霜鳥との優勝決定戦を制し、新十両での十両優勝を果たした。5月場所では10勝5敗と新十両の場所以来2場所ぶり2度目の2桁勝利、7月場所では新入幕を果たし、11勝4敗の好成績で敢闘賞を受賞した。
2008年（平成20年）7月場所では13日目を終えて10勝3敗と幕内の優勝争いにも名前が挙がり、14日目、千秋楽の番付上位の力士との対戦では連敗したが10勝5敗で敢闘賞を受賞した。11月場所では自己最高位となる東前頭2枚目まで番付を上げたが、網膜剥離のため全休した。
2009年（平成21年）1月場所は14日目までで5勝9敗。千秋楽に十両の土佐豊に勇み足で敗れて5勝10敗と二桁黒星、翌3月場所は西十両3枚目まで番付を落とした。出直し場所となった翌3月場所は、12勝3敗で2度目の十両優勝を果たし、1場所で幕内に復帰。翌5月場所は序盤まで3勝2敗だったが、11日目に勝ち越しを決め、最終的に11勝4敗の好成績を挙げた。
西前頭16枚目でむかえた2010年（平成22年）1月場所は、12勝3敗という好成績を挙げ、敢闘賞を受賞した。
2010年に起きた大相撲野球賭博問題では野球賭博に関わったとされ、特別調査委員会から名古屋場所での謹慎休場を勧告され、相撲協会もそれを受け入れた。そのため同年7月場所は全休、翌9月場所は十両へ陥落となった。9月場所はやや調子が落ち込んでおり、7勝8敗と負け越した。続く11月場所では四つに組む相撲が少なくないものの、最終盤まで優勝争いの先頭を走り、千秋楽本割で幕内の隠岐の海に敗れ、4人の優勝決定戦トーナメントでも決勝戦で魁聖に敗れ優勝を逃しはしたが、実力の差を見せた。
2011年（平成23年）1月場所で3度目の入幕、2012年（平成24年）5月場所では東前頭3枚目となり久々に上位総当りとなったが、3日目に琴欧洲を破って大関戦初勝利を挙げた。この後日馬富士も破って7日目に横綱白鵬戦を迎えた。土俵際の捨て身の小手投げで勝ったかに見えたが、立行司木村庄之助の軍配は白鵬に上がって物言いがついた。協議の結果、行司軍配差し違えで豊響の勝ちとなり、初金星を獲得した。ただし、それ以降は負けが込み、この場所は5勝10敗と負け越した。同年9月場所は西前頭4枚目の地位で迎え、この場所では琴奨菊、把瑠都、琴欧洲の3大関が途中休場を喫したため勝ち越して新三役昇進を手にするまたとない機会であったが惜しくも7勝8敗の負け越しとなった。2013年5月場所は西前頭10枚目まで番付を落とし、ここでは初日の黒星から3日目までヌケヌケとなったかと思えば4日目から13日目までにかけて5連勝した後に5連敗を喫するという連相撲ぶりを発揮するが、14日目と千秋楽を連勝して8勝7敗の勝ち越し。しかし解説の北の富士は、この場所の淡白な結果を残念がった（後述）。2014年5月場所は東前頭11枚目の地位で迎え、初日から2連勝、2連敗、3連勝、3連敗、2連勝、2連敗といった具合に珍しい星取を見せ、千秋楽に勝って8勝7敗とした。
2015年6月には4歳年下の一般女性との婚約を発表し年内に入籍した。2016年2月14日には挙式・披露宴が行われ、約600人から祝福された。式には豊響下関後援会の名誉会長を務める安倍晋三首相の妻の安倍昭恵も出席した。前日に首相公邸に招いて豊響夫婦と安倍首相が食事をしたことを明かして安倍首相は、「豊響関はすごい寡黙なのに、なんであんなきれいな奥さんを口説くことができたのだろう」と笑っていたという。
しかし土俵では精彩を欠き、2015年9月場所と2016年5月場所をそれぞれ十両の地位で過ごした。2016年5月場所後には2年ほど右膝半月板損傷に悩まされていたため内視鏡手術を受け、7月場所で躍進を図るも、この場所は14日目に負け越しを喫し、最終的に7勝8敗の成績に終わった。9月場所は6勝9敗と振るわなかったが、15勝全勝でこの場所の幕内最高優勝を果たした同部屋の豪栄道の優勝パレードで旗手を務めた。

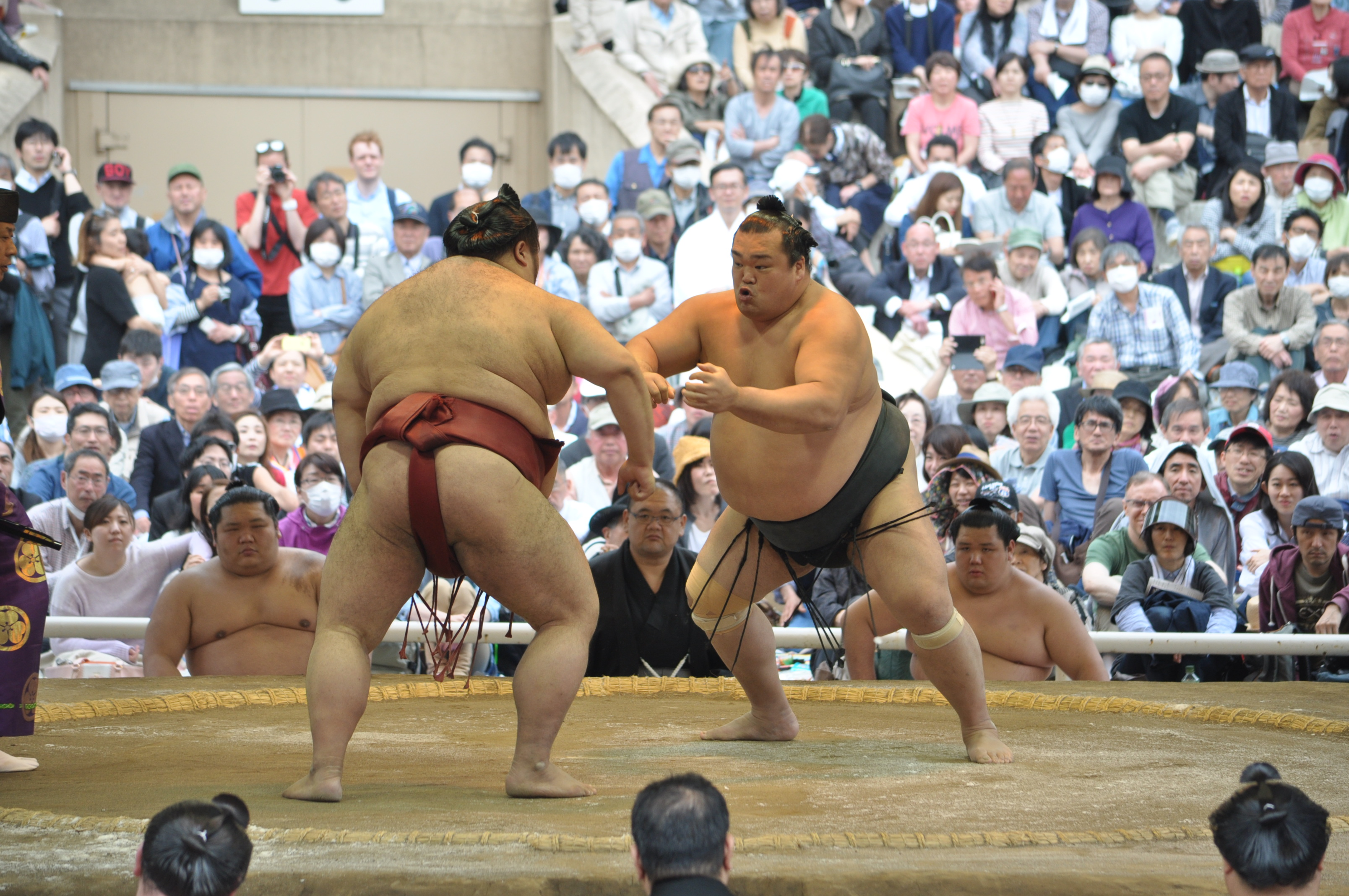
靖国神社奉納大相撲 豊響関の相手は千代丸関（2017年4月17日撮影）

2017年3月場所は5場所ぶりの勝ち越しで、10勝5敗3人による優勝決定巴戦も制して3度目の十両優勝で締めくくった。続く5月場所の再入幕も濃厚で、優勝に際しては「そこを意識してやってました」としみじみ。「また一から上でやりたいです。来場所も自分らしい相撲をとってがんばりたい」と少ない言葉に力を込めた。場所後の相撲雑誌には「一日三番はさすがにきついが、これで幕内に復帰できます。三役に上がったことがないので、三役を目指したい」という本人のコメントが掲載された。
2018年1月3日は出羽海一門の稽古で普通に相撲を取っていたが、数日後に体調を崩し、1月場所は西十両9枚目で不整脈で全休し2007年1月場所より67場所守ってきた関取の座を失うこととなる。そのような中で、1月9日には第一子となる長男が誕生。西幕下14枚目で迎えた7月場所は6勝1敗と復調し、電車道のような出足が戻った。この頃になると「関取衆とも普通に稽古をできるようになった。体重も体の張りも回復してきた」とうなづいていた。9月場所は2番相撲で豊ノ島と対戦し、叩き込みで黒星。この場所は4勝3敗に終わる。東幕下3枚目の地位での勝ち越しだったが、場所後の再十両は結果的に5勝2敗以上の力士が優先され、自身は再十両を逃した。2019年は年間を通して十両昇進の可能性のある幕下15枚目以内に在位したものの十両復帰は果たせなかった。2021年1月場所では西幕下31枚目で全休し、翌3月場所で三段目降格となった。
その後の2場所も全休が続き、三段目71枚目で全休した5月場所後の2021年6月7日、相撲協会は理事会で豊響の引退と年寄「山科」襲名を承認した。引退会見では「幕下暮らしで気力がなくなった」ことを理由に上げている。思い出の取組として白鵬から金星を奪った1番を挙げた。師匠の境川は「せっかく『平成の猛牛』という素晴らしいニックネームを頂いたので、『令和の猛牛』を育ててほしい」と期待を寄せた。番付編成会議後に引退届を提出したため、7月場所は西序二段31枚目に名前が載った。
2022年8月17日、2023年1月29日に両国国技館で引退相撲を開催すると発表した。2023年1月29日、両国国技館で引退相撲を行った。会場内には故郷山口県と下関市の物産展が出店し、地酒や名産の菓子などを買う人の姿が目立った。BTSの関連グッズを扱うコーナーが設けられるなどのコラボもあった。最後の取組は5歳となる長男と行ったが、この時長男は生まれて初めて相撲を取った。土俵上で師匠から「豊響は力士として引退しました。しかし、“漢”は辞めたわけではありません」とエールを送られた。断髪式では約400人が鋏を入れ、師匠の境川が止め鋏を入れた。響龍の遺影が土俵に上がった時、感極まる場面があった。響龍は生前「豊響関が断髪式をするときは、家族をいっぱい連れてきますよ」と話しており、願いはかなわなかったが山科は“サプライズメッセージ”に「弟のようだった。天国から（メッセージが）来たようだった」と思いをはせた。整髪中に報道陣の取材に応じた山科は「自分が小さいときから父親もいないし、家でもそんなに厳しく言われたことがなかった。（師匠は）本当の父親みたいな存在でした」と振り返り「小さい時に怒られた時がなかったんで、本気で怒ってくれる存在です」と感謝を惜しまなかった。

## 取り口など
体格に恵まれており、学生時代までは四つ相撲中心だった。角界入門後にスタイルを改め、仕切り位置を他の力士よりもやや後ろに取り、勢いを付けた立合いのぶちかましから馬力十分の右喉輪・突っ張り・ハズ押しのみを武器に一徹に押す相撲を取っていた。同様の取り口を武器に活躍し『猛牛』の異名をとった第53代横綱琴櫻に準え、『平成の猛牛』というニックネームで呼ばれる場合もある。欠点としては、全身を使って相手を突っ張るため大振りになりがちであり、また攻め込みながらバランスを崩して逆転負けをすることもある。実際のところこのスタイルも影響してなのか変化をされる事が多く、2016年は年8回変化を受けて2勝6敗とこの年の幕内の中で最も多く変化で敗れており、変化には非常に弱い。
本領ではないにしろ四つ相撲の力もそれなりに持つ。十両で戦う際は四つを得意とする相手と組み合って互角以上の勝負を見せることがあり、そのまま寄り切ることもできる。2013年に入ってからは四つ相撲が目立つ。また、ツラ相撲の傾向がある。
名古屋場所は過去2回2桁白星で敢闘賞を受賞するなど験の良い場所である。一方で、秋場所は験が悪く、幕内では8場所中2場所しか勝ち越しを果たしていない。
引退会見では網膜剥離を患ってもなお押し相撲に徹したことに対して「正直、怖かったが、押しに対するこだわりがあった」と思うところを語った。

## エピソード
- 新弟子時代にはマヨネーズ掛けご飯の上にさらにカレーを掛けて食べていた。その味音痴ぶりに兄弟子の岩木山は驚いていたが、豊響本人は後にこのエピソードを否定している[26]。
- 2012年5月場所で白鵬から金星を挙げた際には、その時の表情からテレビの実況アナウンサー（刈屋富士雄アナウンサー）が「猛牛の目にも涙!」と実況していた。この場所の豊響は1横綱2大関を撃破したが、1横綱3大関撃破で殊勲賞の豪栄道、4大関撃破で技能賞の妙義龍も同部屋であったことから、境川旋風と呼ばれた。[27]しかしその場所以降三賞や金星とは縁が無くなり成績も淡白になっていき、2013年5月場所を東前頭10枚目の地位で迎えながら千秋楽に勝ち越しがやっとの様子を見た北の富士に「平成の猛牛、今は平成の牛丼くらいかな」と揶揄されてしまった。現役終盤には北の富士には半ば存在自体を忘れられている節があり、2017年1月場所の時には、「まだやってたんだ!?引退してたと思ったよ!」とまで言われてしまった。
- 山口県出身の関取は魁傑以降、琴岩国まで誕生しなかったが、2006年は豊真将・豊響と下関市から2人の山口県出身関取を輩出した。地元では先輩・豊真将に続いてほしいという期待が高まっている。
- 現在の下関市出身であり、堂々たるあんこ型をした関取でもある豊響は「トラフグ」の異名を持っており、トラフグの絵が描かれた化粧廻しも実際に贈られている。
- 2013年8月24日夜、ジャカルタ巡業の遠征中であった豊響は妙義龍と共にタクシーに乗って夕食に出掛けたが、2人とも一般と比べて並外れた巨漢であったことから現地の警察官はテロリストと疑って車を止め、荷物を調べた後警官は2人が力士であると理解してようやく収束した。[28]
- 2007年9月場所中、30代前後と推定される男性（男性の写真が添えられていた）が郵送で差し入れた小包を受け取り差出人の手作りと思われる「紅茶杏仁プリン」を確認したが、同じく小包の中に入っていた男性の手紙がストーカー的な内容であったことから付き人に毒見をさせ次第写真もろとも塩を撒いて処分したという。[29]
- 仲間内では冗談好きで知られており、2014年5月場所千秋楽の取組前に支度部屋で部屋の弟弟子の幕内・佐田の海へ「千秋楽の取組で勝利」という条件付きで敢闘賞を受賞する旨を伝えても「冗談好きな方なので信じていなかった。付け人も床山さんも誰も何も言わなかったから、可能性もなくなったから気を使って何も言わないんだなと思っていた」とまともに伝わらず[30]、本人が候補に入っていたことをきちんと知ったのは千秋楽の取組で白星を挙げて花道を下がった後であった。[31]
- 日刊スポーツの企画で描いた絵日記は上手であり、2017年の時点では佐田の海も「境川部屋で一番絵心がある」と評価。2017年の絵日記企画では、朝稽古を終えて腹を空かせた豊響が、昼食前にサザエのつぼ焼きを描いた。名古屋場所と九州場所が終わると、豊響は山口に帰省するそうだが、2017年も場所後は、巡業が始まるまで地元で疲れを癒やた。「この時期は地元の友達と、海でバーベキューをやるんです。もちろんこの前もやりました。その時に欠かせないのがサザエです」と思い出し笑いを浮かべながら記者に話した。佐田の海が「この間絵の具を買ってるの見た」と話すように、豊響は絵を描くのが好きなようである[32]。
- 安倍昭恵は豊響の現役時代の後援会の名誉会長を務めていた。また安倍晋三は現役時代の後援者の1人で、存命であれば2023年1月場所後に開催される引退相撲に出席する予定であった[33]。太いタニマチを持つ豊響は部屋の若い衆からも「俺もああなりたい」と羨望の眼差しを受けていた。

## 主な成績

### 通算成績
- 通算成績：569勝565敗66休（97場所）
- 幕内成績：347勝403敗30休（52場所）
- 十両成績：111勝84敗15休 （14場所）

### 各段優勝
- 十両優勝：3回（2007年1月場所、2009年3月場所、2017年3月場所）
- 序二段優勝：1回（2005年5月場所）

### 三賞・金星
- 三賞：3回
  - 敢闘賞：3回（2007年7月場所、2008年7月場所、2010年1月場所）
- 金星：1個
  - 白鵬1個（2012年5月場所）

### 場所別成績
| | 一月場所 初場所（東京） | 三月場所 春場所（大阪）   | 五月場所 夏場所（東京）   | 七月場所 名古屋場所（愛知） | 九月場所 秋場所（東京） | 十一月場所 九州場所（福岡） |
| --- | ----------------------- | ------------------------- | ------------------------- | --------------------------- | ----------------------- | --------------------------- |
| 2005年 （平成17年） | （前相撲）              | 東序ノ口32枚目 5–2        | 東序二段94枚目 優勝 7–0   | 西三段目86枚目 6–1          | 西三段目29枚目 5–2      | 東三段目7枚目 6–1           |
| 2006年 （平成18年） | 西幕下32枚目 3–4        | 東幕下40枚目 6–1          | 東幕下17枚目 4–3          | 東幕下12枚目 5–2            | 東幕下8枚目 5–2         | 西幕下3枚目 4–3             |
| 2007年 （平成19年） | 東十両14枚目 優勝 10–5  | 西十両8枚目 8–7           | 西十両6枚目 10–5          | 西前頭14枚目 11–4 敢        | 東前頭6枚目 7–8         | 東前頭7枚目 7–8             |
| 2008年 （平成20年） | 西前頭8枚目 6–9         | 東前頭11枚目 5–10         | 西前頭15枚目 8–7          | 東前頭13枚目 10–5 敢        | 東前頭6枚目 8–7         | 東前頭2枚目 休場 0–0–15     |
| 2009年 （平成21年） | 東前頭14枚目 5–10       | 西十両3枚目 優勝 12–3     | 西前頭11枚目 11–4         | 西前頭2枚目 3–12            | 西前頭9枚目 6–9         | 西前頭12枚目 5–10           |
| 2010年 （平成22年） | 西前頭16枚目 12–3 敢    | 東前頭5枚目 4–11          | 西前頭8枚目 8–7           | 西前頭6枚目 出場停止 0–0–15 | 西十両3枚目 7–8         | 西十両4枚目 11–4            |
| 2011年 （平成23年） | 西前頭15枚目 9–6        | 八百長問題 により中止     | 西前頭12枚目 7–8          | 西前頭12枚目 8–7            | 西前頭8枚目 6–9         | 東前頭11枚目 9–6            |
| 2012年 （平成24年） | 西前頭5枚目 7–8         | 西前頭7枚目 9–6           | 東前頭3枚目 5–10 ★        | 西前頭7枚目 9–6             | 西前頭4枚目 7–8         | 西前頭5枚目 9–6             |
| 2013年 （平成25年） | 東前頭3枚目 5–10        | 西前頭7枚目 6–9           | 西前頭10枚目 8–7          | 東前頭8枚目 9–6             | 東前頭4枚目 6–9         | 東前頭7枚目 9–6             |
| 2014年 （平成26年） | 西前頭3枚目 5–10        | 東前頭7枚目 6–9           | 東前頭11枚目 8–7          | 西前頭8枚目 8–7             | 東前頭5枚目 8–7         | 西前頭2枚目 5–10            |
| 2015年 （平成27年） | 西前頭6枚目 3–12        | 東前頭15枚目 8–7          | 西前頭12枚目 6–9          | 東前頭14枚目 5–10           | 東十両3枚目 10–5        | 西前頭13枚目 7–8            |
| 2016年 （平成28年） | 西前頭14枚目 8–7        | 東前頭9枚目 3–12          | 東十両2枚目 9–6           | 東前頭13枚目 7–8            | 西前頭13枚目 6–9        | 西前頭15枚目 6–9            |
| 2017年 （平成29年） | 東十両筆頭 6–9          | 西十両3枚目 優勝 10–5     | 東前頭13枚目 4–11         | 東十両2枚目 6–9             | 西十両4枚目 4–11        | 西十両11枚目 8–7            |
| 2018年 （平成30年） | 西十両9枚目 休場 0–0–15 | 東幕下9枚目 2–5           | 東幕下20枚目 4–3          | 西幕下14枚目 6–1            | 東幕下3枚目 4–3         | 東幕下2枚目 3–4             |
| 2019年 （平成31年 /令和元年） | 西幕下5枚目 2–5         | 西幕下11枚目 4–3          | 東幕下9枚目 3–4           | 西幕下13枚目 4–3            | 西幕下10枚目 3–4        | 西幕下15枚目 4–3            |
| 2020年 （令和2年） | 東幕下10枚目 4–3        | 西幕下6枚目 3–4           | 感染症拡大 により中止     | 東幕下10枚目 3–4            | 東幕下14枚目 3–4        | 東幕下21枚目 3–4            |
| 2021年 （令和3年） | 西幕下31枚目 休場 0–0–7 | 西三段目11枚目 休場 0–0–7 | 西三段目71枚目 休場 0–0–7 | 西序二段31枚目 引退 –       | x                       | x                           |
| 各欄の数字は、「勝ち-負け-休場」を示す。 優勝 引退 休場 十両 幕下 三賞：敢=敢闘賞、殊=殊勲賞、技=技能賞 その他：★=金星 番付階級：幕内 - 十両 - 幕下 - 三段目 - 序二段 - 序ノ口 幕内序列：横綱 - 大関 - 関脇 - 小結 - 前頭（「#数字」は各位内の序列） |                         |                           |                           |                             |                         |                             |

### 幕内対戦成績
| 力士名   | 勝数 | 負数 | 力士名   | 勝数 | 負数 | 力士名   | 勝数  | 負数 | 力士名   | 勝数 | 負数 |
| -------- | ---- | ---- | -------- | ---- | ---- | -------- | ----- | ---- | -------- | ---- | ---- |
| 碧山     | 2    | 7    | 明瀬山   | 0    | 1    | 朝青龍   | 0     | 1    | 朝赤龍   | 4    | 3    |
| 旭日松   | 1    | 0    | 東龍     | 0    | 3    | 天風     | 1     | 0    | 安美錦   | 4    | 8    |
| 阿夢露   | 2    | 3    | 荒鷲     | 0    | 8    | 阿覧     | 3     | 7    | 勢       | 7    | 6    |
| 石浦     | 0    | 1    | 逸ノ城   | 1    | 4    | 市原     | 0     | 1    | 遠藤     | 3    | 4    |
| 皇司     | 2    | 0    | 阿武咲   | 0    | 1    | 大砂嵐   | 3     | 2    | 隠岐の海 | 6    | 8    |
| 魁皇     | 0    | 1    | 魁聖     | 5    | 9    | 海鵬     | 1     | 1    | 臥牙丸   | 7    | 7    |
| 鏡桜     | 1    | 1    | 輝       | 3    | 2    | 垣添     | 6     | 4    | 鶴竜     | 2    | 6    |
| 春日王   | 3    | 3    | 稀勢の里 | 1    | 6    | 北桜     | 1     | 0    | 北太樹   | 12   | 4    |
| 北磻磨   | 0    | 1    | 木村山   | 7    | 2    | 旭秀鵬   | 2     | 6    | 旭天鵬   | 10   | 12   |
| 光龍     | 2    | 2    | 黒海     | 7    | 3    | 琴欧洲   | 1     | 4    | 琴春日   | 2    | 0    |
| 琴奨菊   | 4    | 5    | 琴勇輝   | 5    | 1    | 境澤     | 1(1)  | 0    | 磋牙司   | 0    | 2    |
| 里山     | 2    | 1    | 霜鳳     | 5    | 1    | 常幸龍   | 6     | 4    | 正代     | 1    | 0    |
| 翔天狼   | 8    | 3    | 松鳳山   | 6    | 8    | 青狼     | 0     | 1    | 蒼国来   | 5    | 7    |
| 双大竜   | 1    | 0    | 大栄翔   | 3    | 1    | 大翔丸   | 1     | 3    | 大道     | 5    | 2    |
| 貴ノ岩   | 5    | 1    | 高見盛   | 7    | 4    | 髙安     | 5     | 7    | 宝富士   | 3    | 11   |
| 豪風     | 10   | 15   | 玉飛鳥   | 3    | 1    | 玉春日   | 4     | 2    | 玉乃島   | 3    | 3    |
| 玉鷲     | 6    | 8    | 千代鳳   | 3    | 6    | 千代翔馬 | 0     | 3    | 千代大海 | 0    | 1    |
| 千代大龍 | 5    | 8    | 千代の国 | 4(1) | 0    | 千代丸   | 4     | 2    | 剣武     | 1    | 0    |
| 出島     | 0    | 6    | 照ノ富士 | 3    | 0    | 天鎧鵬   | 1     | 1    | 時天空   | 10   | 8    |
| 德勝龍   | 3    | 6    | 土佐ノ海 | 1    | 2    | 土佐豊   | 2     | 5    | 栃煌山   | 5    | 11   |
| 栃ノ心   | 5    | 10   | 栃乃洋   | 4    | 6    | 栃乃若   | 7     | 2    | 豊桜     | 1    | 0    |
| 豊ノ島   | 4    | 8    | 錦木     | 0    | 2    | 白馬     | 1     | 2    | 白鵬     | 1    | 5    |
| 白露山   | 2    | 0    | 把瑠都   | 0    | 5    | 日馬富士 | 1     | 5    | 英乃海   | 1    | 2    |
| 富士東   | 4    | 0    | 武州山   | 2    | 3    | 普天王   | 2     | 3    | 豊真将   | 5    | 6    |
| 北勝力   | 3    | 6    | 北勝富士 | 1    | 0    | 誉富士   | 3     | 1    | 将司     | 3    | 0    |
| 舛ノ山   | 5    | 3    | 御嶽海   | 0    | 2    | 雅山     | 4     | 10   | 猛虎浪   | 2    | 1    |
| 豊山     | 1    | 0    | 芳東     | 1    | 0    | 嘉風     | 11(1) | 8    | 龍皇     | 1    | 0    |
| 露鵬     | 0    | 3    | 若麒麟   | 1    | 0    | 若荒雄   | 3     | 4    | 若の里   | 5    | 6    |

## 改名歴
力士
- 門元 隆太（かどもと りゅうた）2005年1月場所 - 2006年11月場所
- 豊響 隆太（とよひびき りゅうた）2007年1月場所 - 2021年7月場所

年寄
- 山科 隆太（やましな りゅうた）2021年6月7日 -

## 映画
- テルマエ・ロマエII（2014年） - 力士 役